# N405 (België)
De N405 is een gewestweg die de N8 in Ninove met de N45 en de N9 in Aalst verbindt. De weg bevat 2x1 rijstroken en vormt gedeeltelijk de ringweg rond Ninove. De route heeft een lengte van ongeveer 13 kilometer.

## Plaatsen langs de N405
- Ninove
- Okegem
- Iddergem
- Denderleeuw
- Welle
- Aalst

## N405a
De N405a is een korte verbindingsweg bij Aalst tussen de N405 en de N45. De 350 meter lange route gaat over de Villalaan en bevat twee rijstroken voor beide rijrichtingen samen.

## N405b
De N405b is een 110 meter lange verbindingsweg in Ninove. De weg verbindt de N8b met de N405 via de Brakelsesteenweg.
R-wegen:
R0 · R1 · R2 · R3 · R4 (R4a · R4z) · R5 (R5a) · R6 · R7 · R8 · R9 · R10 · R11 (R11a) · R12 · R13 · R14 · R15 · R16 · R18 · R20 (R20a · R20b) · R21 (R21a · R21b · R21c · R21d) · R22 (R22a · R22z) · R23 (R23z) · R24 · R25 · R26 · R27 (R27a) · R30 (R30a · R30b) · R31 · R32 · R33 · R34 · R35 · R36 (R36z) · R40 (R40a) · R41 · R42 · R43 · R50 · R51 · R52 · R53 · R54 · R55 · R61 (R61a) · R62 · R70 · R71 · R72 · R73
N-wegen die (gedeeltelijk) een ringweg omvatten:
N1 · N3 · N4 · N6 · N7 · N8 · N9 · N13 · N17 · N27 · N27a · N28 · N29 · N31 · N32 · N34 · N35 · N36 · N37 · N38 · N39 · N41 · N44 · N46 · N47 · N49 · N50 · N55 · N60 · N60d · N70 · N71 · N72 · N73 · N75 · N76 · N78 · N80 · N81 · N82 · N90 · N92 · N113 · N153 · N203 · N203a · N390 · N405 · N416 · N441 · N473 · N498 · N556 · N700 · N712 · N712b · N717 · N722 · N725 · N748 · N750 · N769 · N967